# Huntingfield (Suffolk)
Huntingfield est un village et une paroisse civile du Suffolk, en Angleterre.